# Suspense à Indianapolis
Suspense à Indianapolis est le onzième tome de la série Michel Vaillant. Il a pour cadre principal la course automobile américaine, dont les 500 miles d'Indianapolis.

## Synopsis
Devenu champion du monde de formule 1, Steve Warson propose à Jean-Pierre et Henri Vaillant d'aider Michel à devenir le premier Européen à remporter le titre de "champion des États-Unis", ce qu'ils acceptent. Mais de l'autre côté de l'Atlantique, le patron de l'écurie Texas Driver's, qui n'a plus remporté cette compétition depuis longtemps, voit d'un mauvais œil la participation de Michel Vaillant et de Steve Warson. Il envoie donc ses pilotes Dan Hawkins et Donald Payntor en mission dans les usines Vaillante pour faire exploser l'atelier où sont construites les voitures de Michel et de Steve. Grâce à un coup de téléphone anonyme, Michel donne l'alerte, permettant ainsi de sauver les voitures pour les deux premières courses du championnat des Etats-Unis, mais pas les monoplaces devant courir aux 500 miles d'Indianapolis. Malgré cet attentat et les manœuvres anti-sportives des Texas Driver's sur la piste, Michel et Steve remportent les deux premières courses du championnat des États-Unis à Daytona et Riverside. Leur participation aux 500 miles d'Indianapolis, compromise par l'explosion dans l'usine Vaillante, étant ensuite confirmée, le patron des Texas Driver's envisage donc un autre plan pour les empêcher de participer et de gagner le championnat des États-Unis...

## Véhicules remarqués

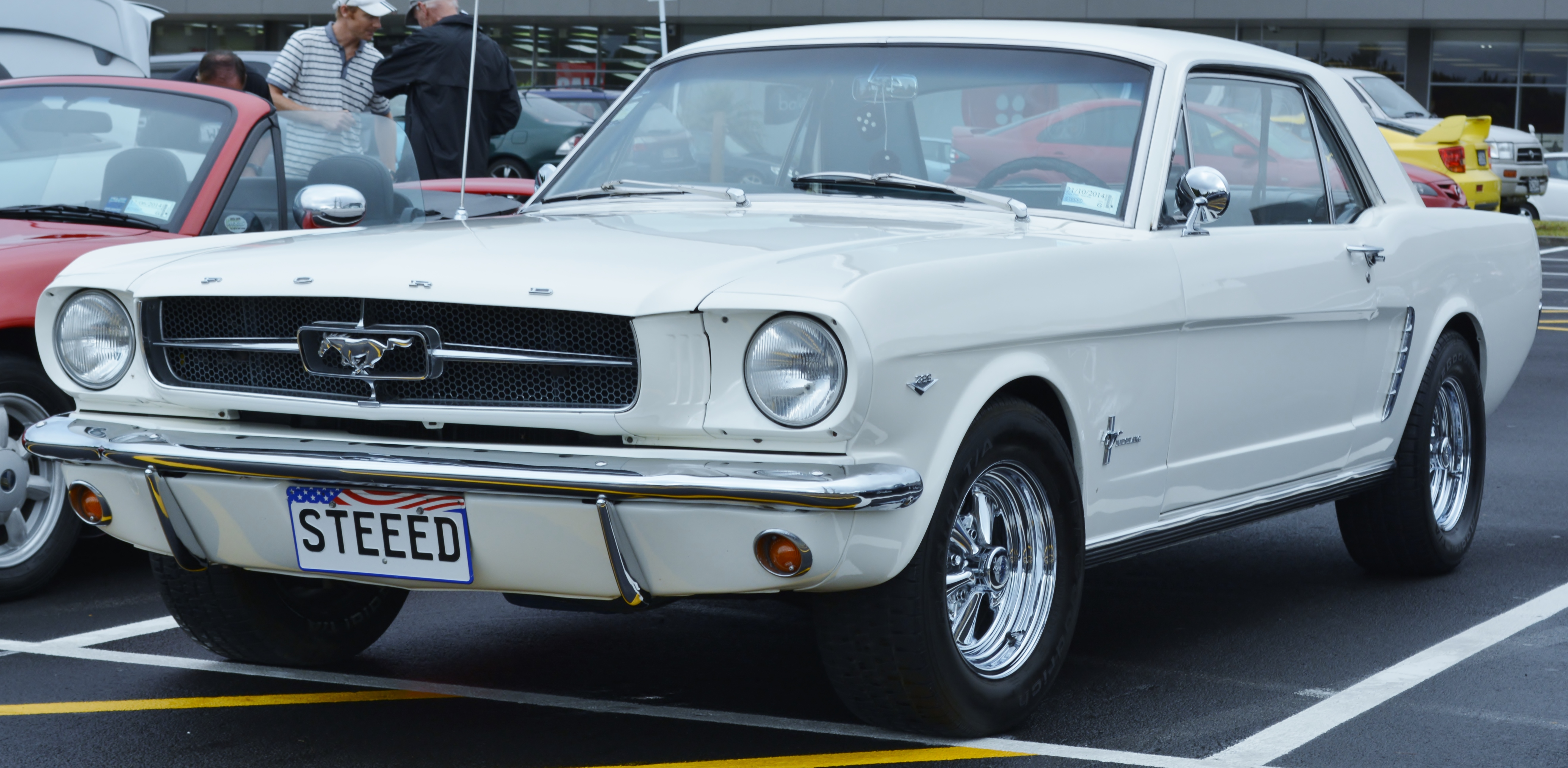
Une Ford Mustang semblable à celle vue au début de l'album.

- Ford Mustang
- Ford GT40
- Scarab-Buick
- Cheetah-Chevrolet
- Ferrari 330 P
- Cobra Daytona GT
- Novi Roadster

## Publication

### Revues
Les planches de Suspense à Indianapolis furent publiées dans le Journal de Tintin entre le 3 novembre 1964 et le 13 avril 1965 (n° 44/64 à 15/65).

### Album
Le premier album fut publié aux Éditions du Lombard en 1966 (dépôt légal 09/1966).